# Distretto di Cagaan-Ùùr
Il distretto di Cagaan-Ùùr è uno dei ventitré distretti (sum) in cui è suddivisa la provincia del Hôvsgôl, in Mongolia. Conta una popolazione di 2.459 abitanti (censimento 2009).